# Alfred Nilsson (konservator)
Adolf Alfred Hilmer Nilsson, född 8 april 1888 i Stockholm, död 14 juni 1953 i Stockholm, var en svensk målare och konservator.
Han var son till Adolf Nilsson och Hilma Lindstedt och från 1917 gift med Greta Lovisa Ohlsson.
Nilsson studerade vid Althins målarskola i Stockholm. Han utbildade sig till konservator hos Allan Norblad 1918-1919. Som Längmanstipendiat 1938 for han till Tyskland, Nederländerna, Belgien och Italien för att studera olika tekniker för att kunna konservera föremål. 
Som konservator har han bland annat arbetat med Vita havet och Rikssalen på Stockholms slott, Stockholms storkyrka, Karlbergs slott, Arvfurstens palats och Bromma kyrkas dopkapell. 
Som konstnär debuterade han med en separatutställning på Bukowskis i Stockholm 1947. Hans konst består av landskap, blommor och interiörer.